# مملكة فستفالن
مملكة فستفالن (بالألمانية: Königreich Westphalen) دولة جديدة قدرها 2.6 مليون ألماني الذي كان قائما 1807-1813. تضمينه 2,800 كيلومتر مربع (km2) من الأراضي في ولاية هيسن وأجزاء أخرى من ألمانيا في الوقت الحاضر. بينما مستقلة رسميا، وكانت ولاية تابعة الإمبراطورية الفرنسية الأولى، التي يحكمها جيروم بونابرت شقيق نابليون. كان اسمه بعد ويستفاليا، وإنما هو تسمية خاطئة منذ ان المملكة أراضي القليل من القواسم المشتركة مع تلك المنطقة.